# Copa del Món d'escacs
La Copa del Món d'escacs (o Chess World Cup, nom oficial en anglès), també coneguda com a FIDE World Cup, és el nom donat a alguns torneigs d'escacs a partir de les darreries del segle xx. El format i la importància dels diversos torneigs ha anat canviant al llarg dels anys.
Des de l'any 2000, ha estat un esdeveniment important organitzat per la FIDE, la Federació Internacional d'Escacs. Des de l'any 2005, ha estat un torneig d'eliminació directa de 128 jugadors, que forma part de la classificació per al Campionat del món d'escacs. A partir de l'edició de 2021, el nombre de jugadors va augmentar fins als 206.

## Història
El 1988/9, la GMA va organitzar una sèrie de sis torneigs d'elit anomenats World Cup en forma de grand prix.

### Copa del Món de la FIDE (2000–2002)
El 2000 i 2002 la FIDE va iniciar les seves Primera "Chess World Cup" i Segona "Chess World Cup". Aquests foren torneigs importants, però no relacionats directament amb el Campionat del món. Tant l'edició de 2000 com la de 2002 foren guanyades per Viswanathan Anand.

#### Guanyadors
| Any  | Dates    | Seu              | Jugadors | Guanyador         | Finalista           | Tercer                             | Quart                              |
| ---- | -------- | ---------------- | -------- | ----------------- | ------------------- | ---------------------------------- | ---------------------------------- |
| 2000 | 1–13 Sep | Shenyang, Xina   | 24       | Viswanathan Anand | Evgeny Bareev       | Boris Gelfand i Gilberto Milos     | Boris Gelfand i Gilberto Milos     |
| 2002 | 9–22 Oct | Hyderabad, Índia | 24       | Viswanathan Anand | Rustam Kassimdjanov | Alexander Beliavsky i Alexey Dreev | Alexander Beliavsky i Alexey Dreev |

Ambdós tornejos van començar amb una fase de lligues, formada per quatre grups de sis jugadors cadascun. Els dos primers jugadors de cada grup es classificaven posteriorment en un grup d'eliminació única de vuit jugadors.

### Copa del Món de la FIDE (2005–actualitat)
Des de 2005, un esdeveniment diferent, amb el mateix nom, ha estat part del cicle pel Campionat del món. Aquest tipus de torneig s'ha anat celebrant cada dos anys, en forma de torneig eliminatori amb 128 jugadors, (una proposta feta pel president de la FIDE Kirsan Iliumjínov) en el mateix estil que el Campionat del món FIDE de 1998, el Campionat del món FIDE de 1999, Campionat del món FIDE de 2000, Campionat del món FIDE de 2002 i el Campionat del món FIDE de 2004.
La Copa del Món d'escacs de 2005 va classificar deu jugadors pel Torneig de Candidats per al Campionat del món de 2007. El torneig el guanyà el GM armeni Levon Aronian.
La Copa del Món d'escacs de 2007 va classificar un jugador pel següent nivell del Campionat del món de 2009. El torneig el va guanyar el GM estatunidenc Gata Kamsky.
La Copa del Món d'escacs de 2009 va classificar un jugador pel cicle del Campionat del món de 2012. El torneig el guanyà l'israelià Borís Guélfand.
La Copa del Món d'escacs de 2011 va classificar tres jugadors pel cicle del Campionat del món de 2014.
La Copa del Món d'escacs de 2013 va classificar dos jugadors pel cicle del Campionat del món de 2014. El torneig fou guanyat pel GM rus Vladímir Kràmnik.

### Guanyadors
"Qual" fa referència al nombre de jugadors que es classifiquen per al Torneig de Candidats (marcat amb fons verd). Per exemple, el 2015, els 2 primers classificats es van classificar per al Torneig de Candidats de 2016.
| Any  | Dates           | Seu                    | Jugadors | Qual. | Guanyador          | Segon                     | Tercer                                      | Quart                                       |
| ---- | --------------- | ---------------------- | -------- | ----- | ------------------ | ------------------------- | ------------------------------------------- | ------------------------------------------- |
| 2005 | 27 Nov – 17 Des | Khanti-Mansisk, Rússia | 128      | 10    | Levon Aronian      | Ruslan Ponomariov         | Étienne Bacrot                              | Alexander Grischuk                          |
| 2007 | 24 Nov – 16 Des | Khanti-Mansisk, Rússia | 128      | 1     | Gata Kamsky        | Alexei Shirov             | Magnus Carlsen i Sergey Karjakin            | Magnus Carlsen i Sergey Karjakin            |
| 2009 | 20 Nov – 14 Des | Khanti-Mansisk, Rússia | 128      | 1     | Boris Gelfand      | Ruslan Ponomariov         | Sergey Karjakin i Vladimir Malakhov         | Sergey Karjakin i Vladimir Malakhov         |
| 2011 | 26 Ago – 21 Set | Khanti-Mansisk, Rússia | 128      | 3     | Peter Svidler      | Alexander Grischuk        | Vassil Ivantxuk                             | Ruslan Ponomariov                           |
| 2013 | 10 Ago – 4 Set  | Tromsø, Noruega        | 128      | 2     | Vladimir Kramnik   | Dmitry Andreikin          | Evgeny Tomashevsky i Maxime Vachier-Lagrave | Evgeny Tomashevsky i Maxime Vachier-Lagrave |
| 2015 | 10 Set – 5 Oct  | Bakú, Azerbaijan       | 128      | 2     | Sergey Karjakin    | Peter Svidler             | Anish Giri i Pavel Eljanov                  | Anish Giri i Pavel Eljanov                  |
| 2017 | 2–27 Set        | Tbilisi, Geòrgia       | 128      | 2     | Levon Aronian      | Ding Liren                | Wesley So i Maxime Vachier-Lagrave          | Wesley So i Maxime Vachier-Lagrave          |
| 2019 | 9 Set – 4 Oct   | Khanti-Mansisk, Rússia | 128      | 2     | Teimour Radjabov   | Ding Liren                | Maxime Vachier-Lagrave                      | Yu Yangyi                                   |
| 2021 | 12 Jul – 6 Ago  | Sotxi, Rússia          | 206      | 2     | Jan-Krzysztof Duda | Sergey Karjakin           | Magnus Carlsen                              | Vladimir Fedoseev                           |
| 2023 | 29 Jul – 25 Ago | Bakú, Azerbaijan       | 206      | 3     | Magnus Carlsen     | Rameshbabu Praggnanandhaa | Fabiano Caruana                             | Nijat Abasov                                |

Tots els tornejos des del 2005 es van jugar en format eliminació directa, tal com es veu a la secció de format anterior.